# 金伯利號驅逐艦 (DD-80)
金伯利號驅逐艦（舷號DD-80）是一艘美國海軍建造的驅逐艦，為維克斯級驅逐艦的六號艦。她是美軍第一艘以金伯利為名的軍艦，以紀念美國內戰時期的海軍軍官利維士·金伯利（Lewis Kimberly）。
金伯利號在1917年於霍河造船廠開始建造，在同年下水，於1918年服役。接著金伯利號派往愛爾蘭及法國海域護航商船。戰後金伯利號留在大西洋執勤，在1922年退役。長期封存後，金伯利號在1937年除籍，並於1937年出售拆解。